# Ulla Tapaninen
Ulla Tapaninen (Suomussalmi, 19 novembre 1955) è un'attrice, comica e doppiatrice finlandese.

## Biografia
Artista poliedrica, si è distinta in serie televisive e film finlandesi in ruoli sia drammatici che comici. Dotata di un'ottima voce, è stata la prescelta doppiatrice di numerosi film d'animazione; tra questi La sirenetta (1989) in cui ha lasciato un'indimenticabile interpretazione della strega Ursula. Ha mantenuto questo ruolo nella seconda edizione della pellicola, nel 1999.
Nel 2005, ha festeggiato i suoi trent'anni di carriera.

## Filmografia

### Serie televisive
- Pallo hallussa (1984)
- Yespoks!  (1985)
- Nyhjää tyhjästä (1991)
- Takaisin kotiin (1995)
- Ammuntaa – Ulla Tapaninen (1996-1997)
- Konstan koukkuja (1998)
- Putkinotko (1998)
- Trasselirakastaja (1999)
- Korkeajännitystä - eli sähköä kotiin kuljetettuna (2001)

### Doppiaggio
- La sirenetta (prima edizione, 1989) ruolo: Ursula
- Moominland, un mondo di serenità (1990-) ruolo: Muumimamman ääni
- Comet in Moominland (1992) ruolo: Muumimamman ääni
- Il re leone (1994) ruolo: Sarabi
- Le avventure di Stanley (1994) ruolo: Regina Gnorga
- Santa Claus and the Magic Drum (1996) ruolo: Mamma Natale
- Il re leone II - Il regno di Simba (1998) ruolo: Zira
- La sirenetta (seconda edizione, 1999) ruolo: Ursula
- La sirenetta II - Ritorno agli abissi (2000) ruolo: Morgana
- Il re leone 3 - Hakuna Matata (2004) ruolo: Timon
- Striscia, una zebra alla riscossa (2005) ruolo: Venla